# Heleioporus eyrei
Heleioporus eyrei es una especie  de anfibios de la familia Limnodynastidae.

## Distribución geográfica
Se encuentra al suroeste de Australia.